# 徐佩瑩
徐佩瑩（Trinni Choy Pui Ying）早年畢業於德愛中學和香港樹仁大學新聞及傳播學系，曾任亞洲電視新聞部採訪主任及主播、時事清談節目《龍門陣》主持，後轉投商業電台新聞部和無綫新聞，其後於有線新聞任職總採訪主任，為香港新聞行政人員協會2008年執行委員會成員之一。
徐佩瑩曾任1999年香港電台、商業電台及新城電台聯播節目《施政答問》主持。
徐佩瑩於2009年3月離開有線新聞，轉投香港大學出任助理總監（傳媒）。

## 「亞視六君子」之一
徐佩瑩是當年轟動新聞界的「亞視六君子事件」其中一員，她亦因此而離開亞視新聞，轉投商業電台新聞部。

## 註腳
1. ↑  香港新聞行政人員協會2008年執委會成員 的存檔，存档日期2008-05-19.
2. ↑  .   [2008-04-25]. （原始内容存档于2019-11-04）.
3. ↑  HKU Media Contact Directory 的存檔，存档日期2012-11-02.

## 外部連結
- 1988年亞視夜間新聞
- 亞視六君子 （页面存档备份，存于）
- 六君子捍衛新聞自由[永久]
- 18年的足印 　18年的燭光(蘋果日報) （页面存档备份，存于）
- J-Calendar - 4 March, 2006[永久]